# EA Sports FC
EA Sports FC је серијал фудбалских видео-игара коју су развили ЕА Ванкувер и ЕА Румунија, а објавио ЕА Sports. Служи као директан наследник њихове бивше FIFA серије, која је прекинута након раскида ЕА и FIFA-иног уговора о лиценцирању.
Први главни унос у серијалу, EA Sports FC 24, објављен је 29. септембра 2023., након једнонедељног периода раног приступа за кориснике Ултимејт издања. Поред тога, FIFA Online 4 је ажуриран као EA Sports FC Online 22. септембра 2023., док је FIFA Mobile глобално ажуриран на EA Sports FC Mobile 26. септембра 2023.

## Историја
| 2016 | EA Sports FC Mobile |
| 2017 |                     |
| 2018 | EA Sports FC Online |
| 2019 |                     |
| 2020 |                     |
| 2021 |                     |
| 2022 |                     |
| 2023 | EA Sports FC 24     |

10. маја 2022. године, ЕА Sports и FIFA су објавили да ће њихов дугорочни уговор о лиценцирању престати са закључењем 31. децембра 2022, након једногодишњег продужења како би се омогућило објављивање задњег главног уноса у FIFA серијалу, FIFA 23. Истог дана је објављено да ће серијал FIFA видео-игара ЕА Sports-a бити ребрендиран под именом EA Sports FC 2023. године.
Упркос ребрендирању, серијал је задржао своје лиценце за више од 19.000 играча, 700 тимова, 100 стадиона и 30 лига из игрице FIFA 23.

## Игрице

### Главни уноси

#### EA Sports FC 24
- Slogan: Добродошли у клуб
- Играчи на насловним сликама: Ерлинг Халанд (Стандардно и Ултимативно издање), Александер Исак, Селма Бача, Алексија Путејас, Вирџил ван Дајк, Сон Хјунг-мин, Тринити Родман, Федерико Киеза, Енцо Фернандез, Џуд Белингем, Дејвид Бекам, Винисијус Жуниор, Сем Кер, Лија Вилиамсон, Маркинњос, Јусуфа Мукоко, Јохан Кројф, Алекс Скот, Роналдињо, Александра Поп, Хуан Роман Рикелме, Дидије Дрогба, Лејси Сантос, Марта, Миа Хем, Маркус Рашфорд, Руди Фелер, Пеле, Зинедин Зидан, Букајо Сака и Андреа Пирло (Ултимативно издање)
- Издато за: Nintendo Switch, PlayStation 4, PlayStation 5, Xbox One, Xbox Series X/S, Microsoft Windows
- Датум објављивања: 29. септембар 2023.

Први главни унос у серијалу EA Sports FC, EA Sports FC 24 задржава модове игре и лиценцирање за клубове, лиге, играче и стадионе из игрице FIFA 23. Нове лиценце укључују шпанску Лигу Ф и немачку Фрауен-Бундеслигу, а EA Sports FC 24 такође и званично лиценцира награду Златна Лопта (Ballon D'Or) Френс Фудбала. Игра омогућава играчима да пренесу напредак Ултимативног Тима из игрице FIFA 23, укључујући претварање FIFA поена у FC поене. Поред тога, играчице су додате у Ултимативни Тим, што им је омогућило да играју заједно са мушкарцима.